# Horti Epaphroditiani
Gli Horti Epaphroditiani erano dei giardini situati a Roma sul colle Esquilino, nella zona di Porta Maggiore.

## Storia
I giardini erano situati nella Regio V augustea (Esquiliae) e prendevano il nome dal proprietario Epafrodito, potente liberto di Nerone che, secondo Svetonio, fu ucciso dall'imperatore Domiziano per impossessarsi dei suoi beni.
Frontino li localizza nella zona in cui l'acquedotto Anio novus si riversava nel condotto dell'aqua Tepula, dietro di Horti Pallantiani con cui essi confinavano.
Secondo un'altra interpretazione gli Horti Epaphroditiani sarebbero da posizionare in un'area esterna a Porta Maggiore.